# Sa scomuniga de predi Antiogu arrettori de Masuddas
| «                       | Populu de Masuddas, chi a s'ora de accuiai is cabonis e is puddas basseis a scrucullai | » |
| — Principi de la poesia |                                                                                        |   |

Sa scomuniga de predi Antiogu arrettori de Masuddas és una composició satírica en vers escrita en sard campidanès que data aproximadament en el segle xix. Es tracta d'un llarg sermó escrit pel pare Antiogu, pastor de Masuddas, dedicada als lladres desconeguts del seu bestiar. En aquests versos el p. Antiogu, expressió de la cultura popular, excomunica oficialment (utilitzant la fórmula llatina, únic vers que no és en sard) els delinqüents i va condemnar els vicis i pecats de la seva comunitat, dels joves i dels ancians.

## Edicions
La primera edició impresa del poema data de 1879, per la tipografia del Corriere di Sardegna a Càller, en un full destinat al públic popular. La composició de la poesia, però, es remunta a molts anys abans, probablement és 1850 període de gran controvèrsia a l'illa entre el clergat per l'eliminació del delme al qual es refereix "Sa scomuniga".
En 1942 el poema va ser compilat i imprès per l'erudit Max Leopold Wagner afirmant que "no té pretensions literàries, però no li manca " vis còmica ", ja que també reflecteix la mentalitat primitiva i la llengua plena de nasalització, de transposicions dels sons i despropòsits dels camperols .. ". Més recentment es va publicar el 1983 la reconstrucció del text per Antonello Satta.